# Tellfilm
tellfilm wurde 1997 von Stefan Jäger und Markus Kaeppeli unter dem Namen handsUP! Film Production mit Sitz in Luzern gegründet.

## Geschichte
Im Jahr 1998 produzierte die GmbH ihren ersten Kinofilm Misguided Angel, der in den USA gedreht und weltweit verkauft wurde. Mit dem Eintritt des Schauspielers Stefan Gubser in die Geschäftsführung wurde die Firma 2007 umstrukturiert und in tellfilm umbenannt.
Stefan Jäger ist seit der Gründung Geschäftsführer. Seit November 2007 ist Katrin Renz als Producerin und Dramaturgin für tellfilm tätig, seit 2014 und mit dem Austritt Stefan Gubsers ist sie Geschäftsführerin. Seit März 2018 ist Corinne Steiner als Producer und Herstellungsleiterin für die tellfilm tätig.
Mit der erfolgreichen Produktion diverser Spiel- und Dokumentarfilme (Gloria!, Ingeborg Bachmann – Reise in die Wüste, Youth Topia, Monte Verità –  Der Rausch der Freiheit, Blue my Mind, Tiere, Der grosse Sommer, Horizon Beautiful, HelloGoodbye, Boxing Jesus), Fernsehfilme (Tatort – Wunschdenken) sowie Dokumentarfilme und Dok-Serien für das Schweizer Fernsehen ( zB. Markus Imhoof – Rebellischer Poet, Ursus & Nadeschkin – Back to the Roots, Interrail – Freiheit auf Schienen.) hat tellfilm ihre Filme international erfolgreich verkauft und weltweit auf Festivals wie der Berlinale oder in Locarno ausgewertet. In den letzten Jahren hat tellfilm verstärkt Koproduktionen auch als minoritäre Partnerin produziert. Unter anderem Calcinculo (IT-CH), der seine Weltpremiere im Panorama 2022 an der Berlinale feiern durfte. Der Dokumentarfilm Dear Memories – Eine Reise mit dem Magnum Fotografen Thomas Hoepker (D-CH) wurde im Wettbewerb des DOK.fest München uraufgeführt. Die internationale Koproduktion (CH-AT-D-LUX) Ingeborg Bachmann – Reise in die Wüste von Margarethe von Trotta feierte ihre Weltpremiere im Wettbewerb der Int. Filmfestspiele Berlin 2023. Der Spielfilm Gloria! (IT-CH) von Margherita Vicario durfte im Wettbewerb der Berlinale 2024 debütieren.

## Filmografie

### Kinofilme
- 2025: Die Vorkosterinnen (Spielfilm, Regie: Silvio Soldini)
- 2024: Gloria! (Spielfilm, Regie: Margherita Vicario)
- 2023: Ingeborg Bachmann – Reise in die Wüste (Spielfilm, Regie: Margarethe von Trotta)
- 2022: Dear Memories – Eine Reise mit dem Magnum Fotografen Thomas Hoepker (Dokumentarfilm, Regie: Nahuel Lopez)
- 2022: Calcinculo (Spielfilm, Regie: Chiara Bellosi)
- 2021: Monte Verità – der Rausch der Freiheit (Spielfilm, Regie: Stefan Jäger)
- 2021: Youth Topia (Spielfilm, Regie: Dennis Stormer)
- 2017: Daniel Hope – Der Klang des Lebens (Dokumentarfilm, Regie: Nahuel Lopez)
- 2017: Blue My Mind (Spielfilm, Regie: Lisa Brühlmann)
- 2017: Tiere (Spielfilm, Regie: Greg Zglinski)
- 2016: Mathias Gnädinger – Die Liebe seines Lebens (Dokumentarfilm, Regie: Stefan Jäger)
- 2016: Die Hannas (Spielfilm, Regie: Julia C. Kaiser)
- 2016: Der grosse Sommer (Spielfilm, Regie: Stefan Jäger)
- 2014: 11:23-09:59 (Projekt Angst) (Spielfilm, Regie: Stefan Jäger und Luca Ribler)
- 2013: Horizon Beautiful (Spielfilm, Regie: Stefan Jäger)
- 2007: Hello Goodbye (Spielfilm, Regie: Stefan Jäger)
- 2006: Boxing Jesus (Spielfilm, Regie: Stefan Jäger)
- 2001: Birthday (Spielfilm, Regie: Stefan Jäger)
- 1998: Misguided Angel (Spielfilm, Regie: Stefan Jäger)

### Fernsehproduktionen
- 2021: Markus Imhoof – Rebellischer Poet (Dokumentarfilm, Regie: Stefan Jäger)
- 2019: Ursus & Nadeschkin – Aufhören wäre einfach (Dokumentarfilm, Regie: Stefan Jäger)
- 2018/19: Dynastie Knie – 100 Jahre Nationalzirkus (Dokufiction, Regie: Greg Zglinski)
- 2017: SRF He!matland (Fernsehserie, Regie: Stefan Jäger)
- 2011: SF bi de Lüt: Das kleine Paradies (Regie: Stefan Jäger, Roman Vital, Michèle Ehrensperger, Bettina Müller)
- 2010: SF bi de Lüt: Schloss Biberstein (Regie: Stefan Jäger und Roman Vital)
- 2010: Tatort: Wunschdenken (TV-Film, Regie: Markus Imboden)
- 2003: Cyrill trifft (Dokumentarserie, Regie: Stefan Jäger)